# 9509 Amfortas
9509 Amfortas è un asteroide della fascia principale. Scoperto nel 1977, presenta un'orbita caratterizzata da un semiasse maggiore pari a 2,3162148 UA e da un'eccentricità di 0,1509988, inclinata di 6,68774° rispetto all'eclittica.